# Barack

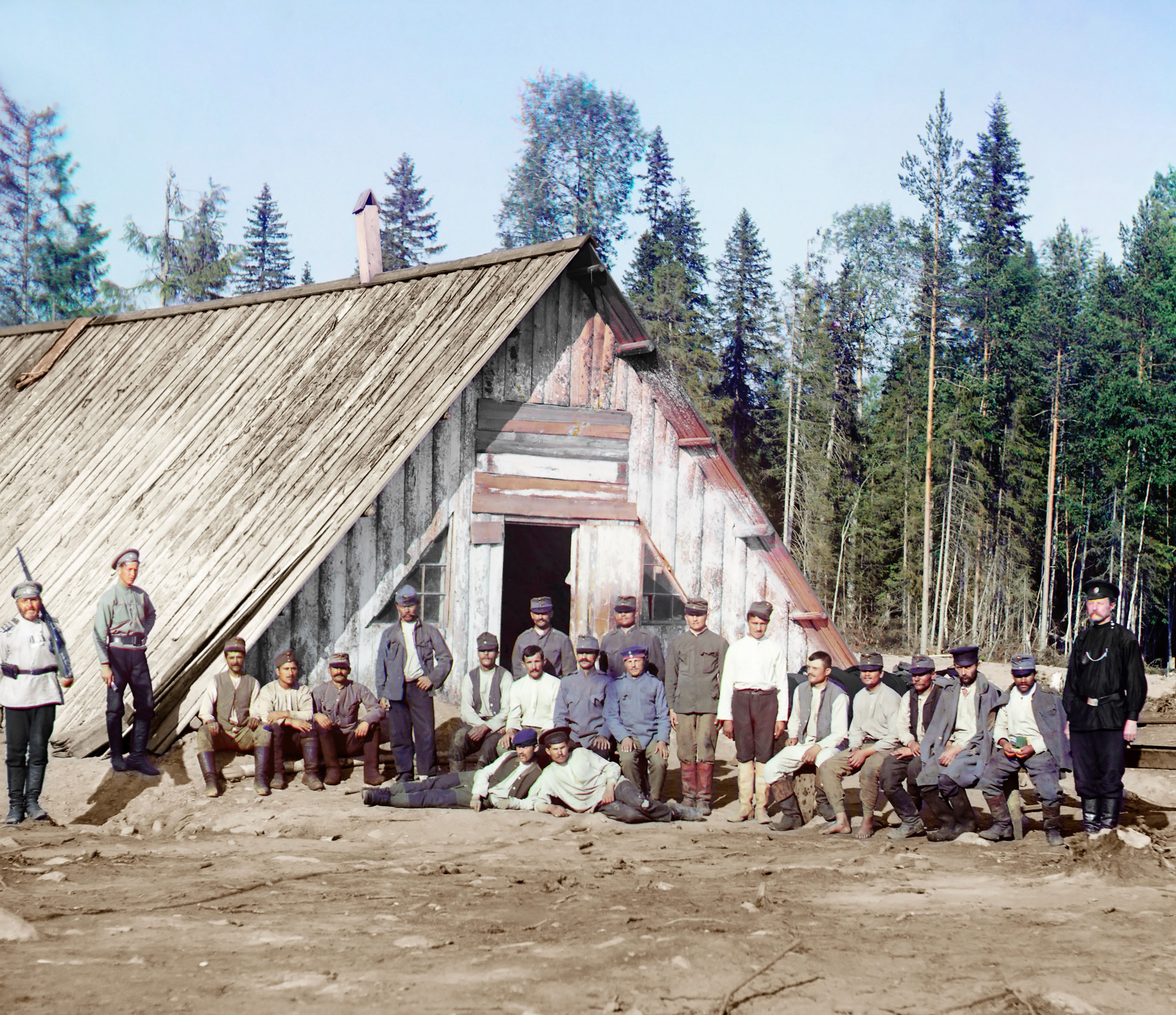
Österrikisk-ungerska krigsfångar i Ryssland 1915, under första världskriget framför en militärbarack.

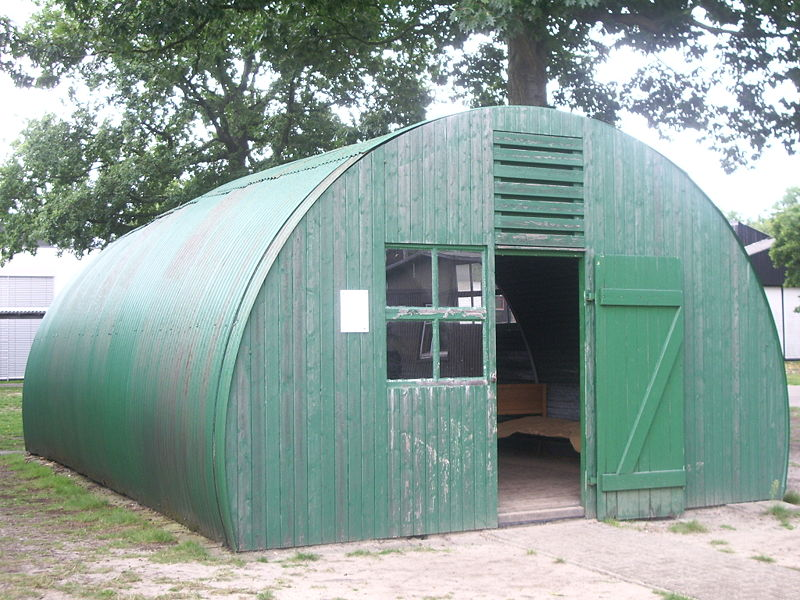
Nissenbarack

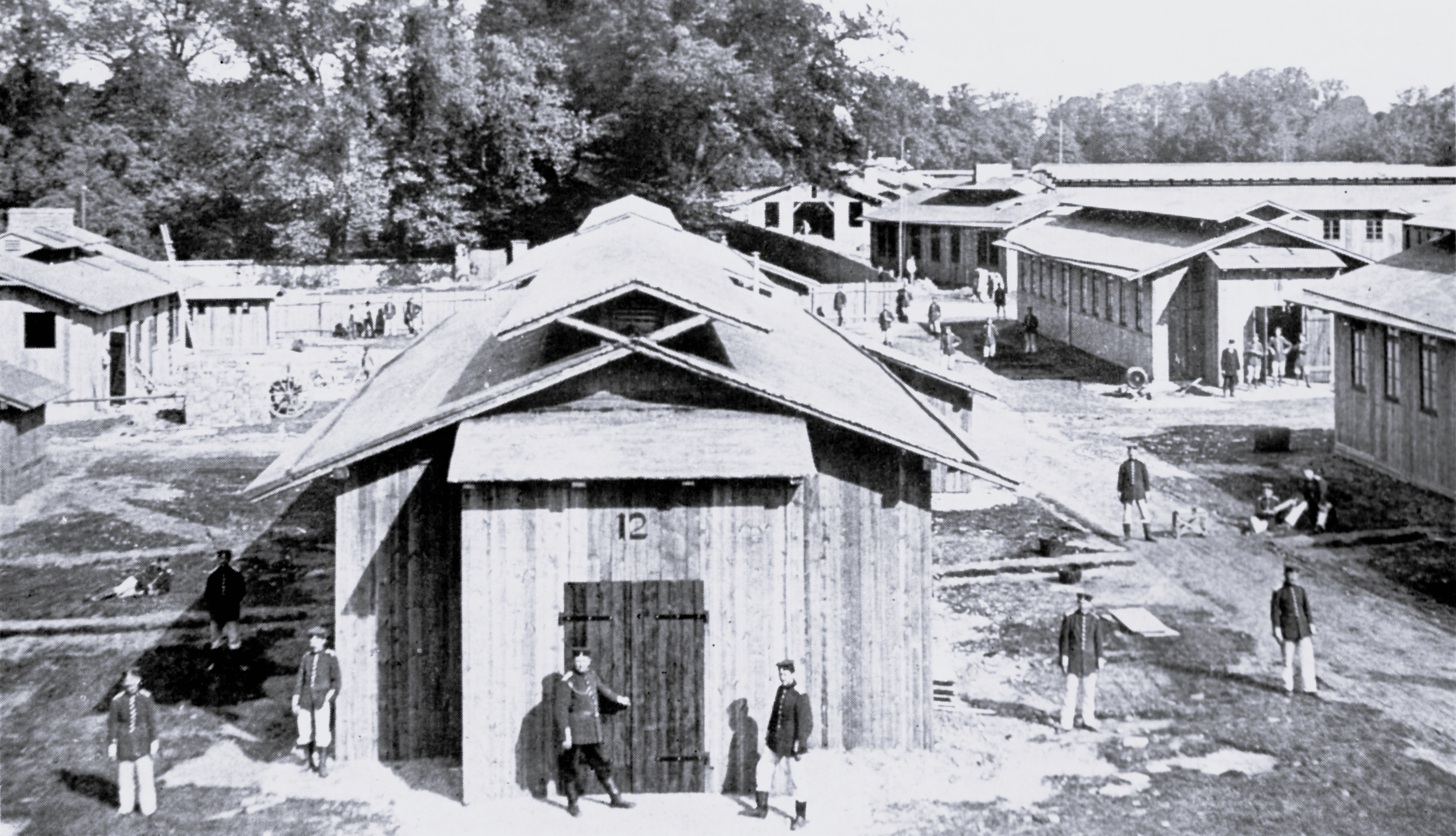
Baracklasarett i Lübeck i Tyskland 1914

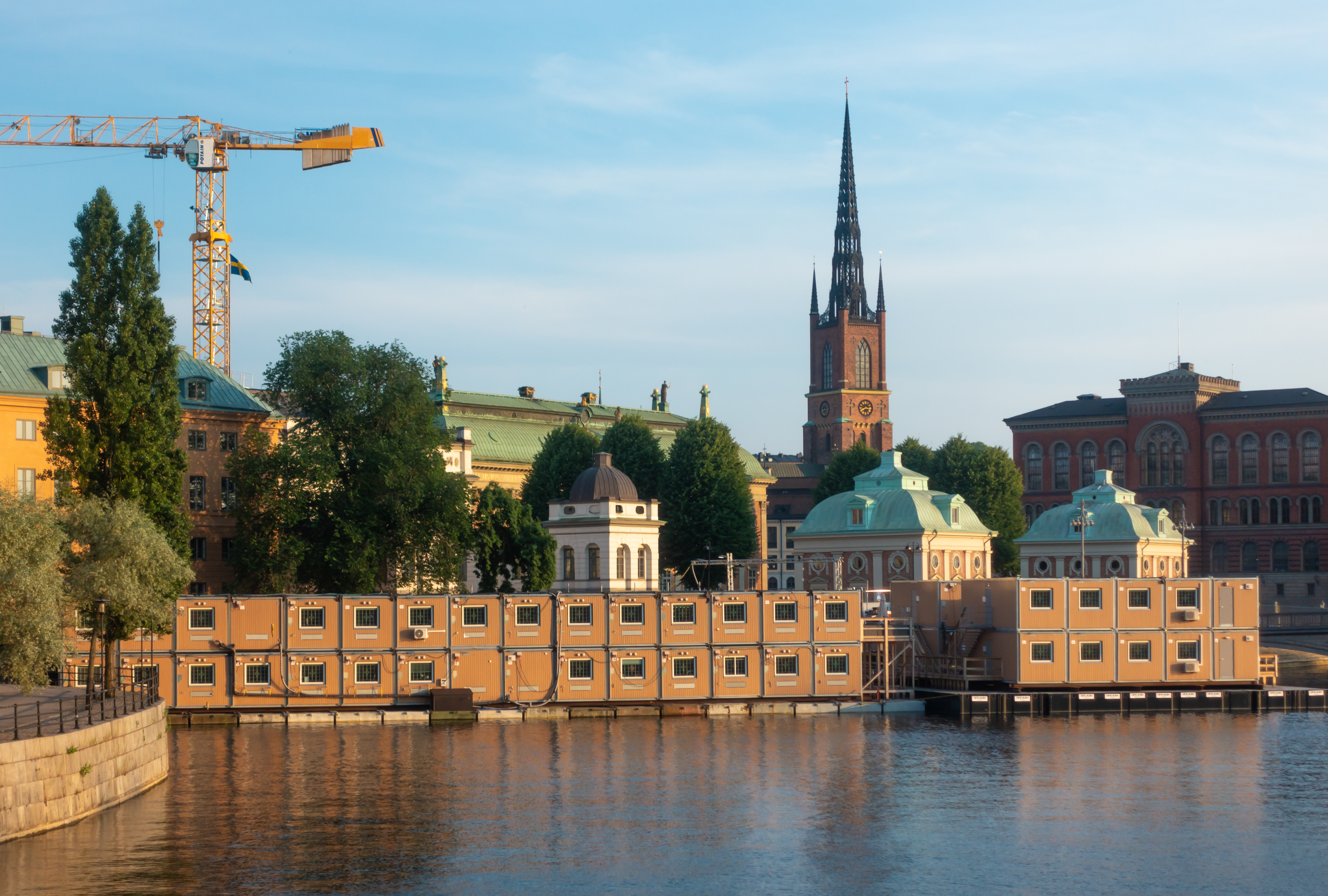
Byggbodar i samband med renoveringar i centrala Stockholm sommaren 2021.

En barack är en enklare byggnad ofta uppförd för mer eller mindre tillfälligt bruk.
Exempel på baracker är byggbaracker, vilka är mobila huskroppar som kan fogas samman och som ställs upp vid byggen för att tjäna som lokaler för byggarbetare eller som ersättningslokaler för den verksamhet som tillfälligt fått flytta ut. Ett annat användningsområde är nödbostäder i samband med naturkatastrofer.
Ibland används ordet även för tillfälliga byggnader i allmänhet, såsom modulhus som används som skolor, kontor eller bostäder.
Ett annat exempel är militärbaracker, enklare byggnader som förs upp på temporära militära baser för att inhysa militär personal.

## Etymologi och relaterade ord
Ordet barack kom i svensk skrift 1710, från tyskans Baracke med samma betydelse. Det är hämtat från baraque i franskan, vilket i sin tur hämtad det från italienska baracca eller spanska (alternativt katalanska) barraca. Ordet är en avledning av italienskans och vulgärlatinets barra, 'tvärslå'.
Det i svenskan dialektala slanguttrycket barre (lägenhet eller enklare bostad) har sitt ursprung i barack.